# バードシャー
アディティヤ・プラティーク・シン・シソディア（Aditya Prateek Singh Sisodia）は、インドのヒンディー語、ハリヤーンウィー語、パンジャーブ語の楽曲を手掛けるラッパー、歌手。
音楽活動を始めた当初は「クール・イコール（Cool Equal）」と名乗っていたが、現在は「バードシャー（Badshah）」の芸名で活動している。

## 生い立ち
デリー出身。父はハリヤーナー州、母はパンジャーブ州の出身である。
デリーのバル・バーラティ公立学校に入学し、同校の合唱団に所属した。専業のミュージシャンになる前はヴァーラーナシーのバラナス・ヒンドゥー大学で数学を学び、チャンディーガルのパンジャーブ工科大学では工学を学んだ。パンジャーブ工科大学在籍中にパンジャーブ語音楽に触れ、ラッパーを目指すきっかけとなった。後年、バードシャーは「ラッパーの夢が叶わなければ、行政職員になっていただろう」と語っている。

## キャリア

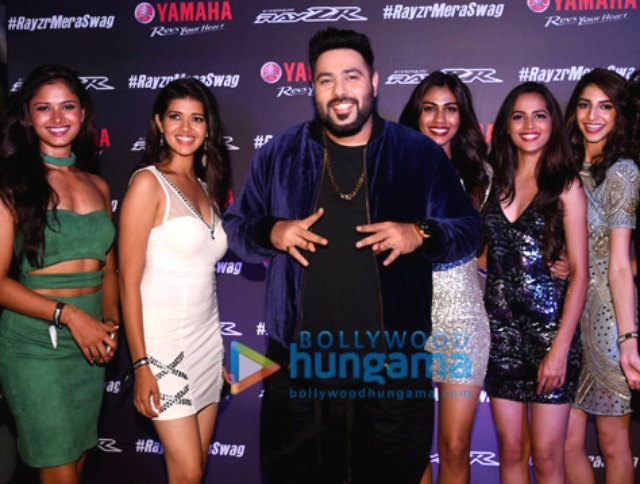
バードシャー（2017年）

2006年にヨー・ヨー・ハニー・シンとヒップホップ・グループ「Mafia Mundeer」を結成し、音楽活動を始めた。2012年にグループを解散し、ハリヤーンウィー語曲「Kar Gayi Chull」で独立したアーティストとして活動を始めた。同曲は2016年にボリウッド映画『Kapoor & Sons』で劇中歌に採用されている。この他にも『Humpty Sharma Ki Dulhania』『Khoobsurat』で彼の楽曲が使用されている。
アースタ・ギルをフィーチャリングしたデビューシングル「DJ Waley Babu」は、リリースから24時間以内にインドのiTunesチャートで1位となった。また、YouTubeではリリース30時間以内に再生回数100万回を達成した。2016年にはナヴ・インデルとデュオを組み「Wakhra Swag」をリリースし、PTCパンジャーブ・フィルム・アワードで最優秀デュオ・グループ賞、最優秀音楽賞を受賞した。
2017年から2019年にかけて、フォーブス・インディアのセレブリティ100にランクインしている。
2018年にファーストアルバム「O.N.E. - Original Never End」を発表し、
2019年には『Khandaani Shafakhana』でソーナークシー・シンハーと共演し、俳優デビューした。
2020年にリリースした「Genda Phool」は、バードシャーのキャリアの中で最も成功を収めた作品となり、2週間でYouTube音楽チャートの記録を更新し、国外からも人気を集めた。

## トラブル

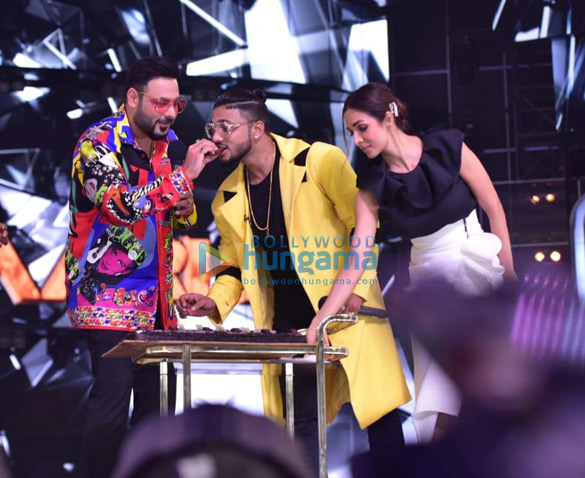
バードシャーとマライカ・アローラ（2019年）

2019年に発表した「Paagal」はYouTubeで24時間以内に7480万回再生され、YouTubeで24時間以内に最も多く再生された動画となった。この記録に対し、BTSのファンは「いいね」の数が少ないことから、「バードシャーとソニー・ミュージック・インディアが記録を更新するために再生回数を金で購入した」と主張した。これに対し、バードシャーは正規の手続きを経て動画の宣伝広告を行っており、「金で再生回数を購入した」という主張は間違っていると反論している。また、有料広告を出して再生回数を増やそうとする行為は音楽業界で一般的に見られることであり、バードシャーの件のみを問題視することを不当とする意見もある。
2020年にベンガル語民謡「Boro Loker Biti Lo」をリミックスした「Genda Phool」を発表した。同曲について、ベンガル人アーティストのラタン・カハルは「Boro Loker Biti Lo」の著作権を主張した。この主張について、バードシャーはバウル民謡を使用したものであり、民謡はパブリックドメインのため著作権は適用されないと反論している。